# Выксунский уезд
Выксунский уезд — уезд в Нижегородской губернии, существовавший в 1921—1929 годах.
Выксунский уезд с центром в рабочем посёлке Выкса был образован 8 февраля 1921 года. В его состав вошли Кулебакская, Новодмитриевская, Семиловская и Тепловская волости Ардатовского уезда, Досчатинская и Шиморская волости Меленковского уезда Владимирской губернии, Липинская волость Муромского уезда Владимирской губернии. При этом была образована Верхнежелезницкая (путём преобразования из Выксунской волости Ардатовского уезда) волость.
27 апреля 1923 года к Выксунскому уезду были присоединены Бутаковская (Боркинский (селения Борки и Марьино), Бутаковский (селения Абашево, Бутаково и Шигаево), Жагдеевский (селение Жагдеево), Княжевский (селения Девлятаково, Княжев Майдан, Княжево Русское, Починки и Ширгуши) и Суморьевский (селения Китаевка, Мальсовейка, Малая Поляна, Сарма и Суморьево) сельсоветы), Вознесенская (Барановский (селение Барановка), Варнаевский (селение Букалей и Варнаевка), Вознесенский (селения Вознесенское и Ясная Поляна), Ивановский (селение Донок, Ивановка, Кочегар, Куриха Преображенка и Степановка), Калиновский (селения Благодатное, Богородское, Букалейский, Знаменка, Мордовский и Покровка), Новосельский (селение Малые Новосёлки) и Чернышевский (селение Чернышев) сельсоветы), Криушинская (Криушинский (селения Антоновка, Вилки и Криуша), Линейкский (селения Казменка, Линейка и Тумлейка) и  Полховмайданский (селения Крутец, Полхов Майдан и Студенец) сельсоветы) и Мотызлейская (Бахтызинский (селения Бахтызино, Большая Казлейка, Малая Казлейка и Рахмановка), Мотызлейский (селения Дашино и Мотызлей) и Новостеклянский (селение Новостеклянный) сельсоветы) волости упразднённого Ардатовского уезда. При этом из Выксунского уезда в Арзамасский была передана Тепловская волость.
4 апреля 1924 года были упразднены Бутаковская (территория передана в Вознесенскую волость), Верхнежелезницкая (территория передана в Новодмитриевскую волость), Досчатинская (территория передана в Шиморскую волость), Криушинская (территория передана в Вознесенскую волость), Липинская (территория передана в Кулебакскую волость), Мотызлейская (территория передана в Вознесенскую волость) волости. Из Нарышкинской волости Арзамасского уезда в Вознесенскую волость были переданы Нарышкинский (селения Барановка и Нарышкино) и Сарминмайданский (селения Сарминский Майдан, Стальский Майдан, Столыпино, Хахалиха и Шапариха) сельсоветы.
В августе 1924 года были упразднены Барановский (территория передана в Бахтызинский сельсовет), Жагдеевский (территория передана в Бахтызинский сельсовет) и Чернышевский (территория передана в Линейкский сельсовет) сельсоветы Вознесенской волости.
10 июня 1925 года из Новостеклянского сельсовета Вознесенской волости в Песочинский сельсовет Новодмитриевской волости было передано селение Новостеклянный.
10 июня 1929 года Нижегородская губерния со всеми её уездами была упразднена. При этом все сельсоветы (Бахтызинский, Боркинский, Бутаковский, Варнаевский, Вознесенский, Ивановский, Калиновский, Княжевский, Криушинский, Линейкский, Мотызлейский, Нарышкинский, Новосельский, Новостеклянский, Полховмайданский, Сарминмайданский, Суморьевский с/с) Возненской волости были переданы в Вознесенский район Муромского округа Нижегородской области, Туртапинский сельсовет Кулебакской волости, все сельсоветы Новодмитриевской и Шиморской волостей — в Выксунский район Муромского округа Нижегородской области, Кулебакский и Мордовщиковский поссоветы, Большеокуловский, Велетьминский, Липнинский, Ломовский, Малоокуловский, Натальинский, Новомамлейский, Савастлейский и Шилокшанский сельсоветы Кулебакской волости — в Кулебакский район Муромского округа Нижегородской области.

## Население
В уезде проживало 117,2 тыс. жителей. Из них 83,7 тыс. (71 %) проживал в сельской местности.

## Административное деление
По данным 1926 года в уезд входило 4 волости:
- Вознесенская — с. Вознесенское
- Кулебакская — с. Кулебаки
- Ново-Дмитриевская — с. Новодмитриевка
- Шиморская — с. Шиморское